# Kląskawki
Kląskawki (Saxicolinae) – podrodzina ptaków z rodziny muchołówkowatych (Muscicapidae).

## Zasięg występowania
Podrodzina obejmuje gatunki występujące w Eurazji, Afryce, Ameryce Północnej i Oceanii.

## Systematyka
Do podrodziny należą następujące rodzaje:

- Heinrichia Stresemann, 1931 – jedynym przedstawicielem jest Heinrichia calligyna Stresemann, 1931 – kusokos
- Leonardina Mearns, 1905 – jedynym przedstawicielem jest Leonardina woodi (Mearns, 1905) – dżunglokos
- Vauriella Wolters, 1980
- Brachypteryx Horsfield, 1821
- Heteroxenicus Sharpe, 1902 – jedynym przedstawicielem jest Heteroxenicus stellatus (Gould, 1868) – kusochwostka rdzawoskrzydła
- Larvivora Hodgson, 1837
- Irania Defilippi, 1863 – jedynym przedstawicielem jest Irania gutturalis (Guérin-Méneville, 1843) – iranka
- Luscinia T. Forster, 1817
- Enicurus Temminck, 1822
- Cinclidium Blyth, 1842 – jedynym przedstawicielem jest Cinclidium frontale Blyth, 1842 – modroczółka
- Myophonus Temminck, 1822
- Calliope Gould, 1836
- Myiomela G.R. Gray, 1846
- Tarsiger Hodgson, 1844
- Ficedula Brisson, 1760
- Phoenicurus T. Forster, 1817
- Monticola Boie, 1822
- Saxicola Bechstein, 1802
- Campicoloides Roberts, 1922 – jedynym przedstawicielem jest Campicoloides bifasciatus (Temminck, 1829) – zulusek
- Emarginata Shelley, 1896
- Pinarochroa Sundevall, 1872 – jedynym przedstawicielem jest Pinarochroa sordida (Rüppell, 1837) – wrzośnik
- Myrmecocichla Cabanis, 1851
- Oenanthe Vieillot, 1816